# Castel de la Colombière
Le Castel de la Colombière de Dijon (Côte-d'Or) en Bourgogne est un château du XVIIe siècle associé à l'origine au parc de la Colombière de 33 hectares. Il héberge depuis 1948 le centre équestre « l’Étrier de Bourgogne ».

## Historique
En 1672 le parc de la Colombière est créé au bord de l'ouche par le prince de Condé et gouverneur de Bourgogne Louis II de Bourbon-Condé (le Grand Condé,1621-1686). Il est relié au centre-ville de Dijon par « les Allées du Parc ». 

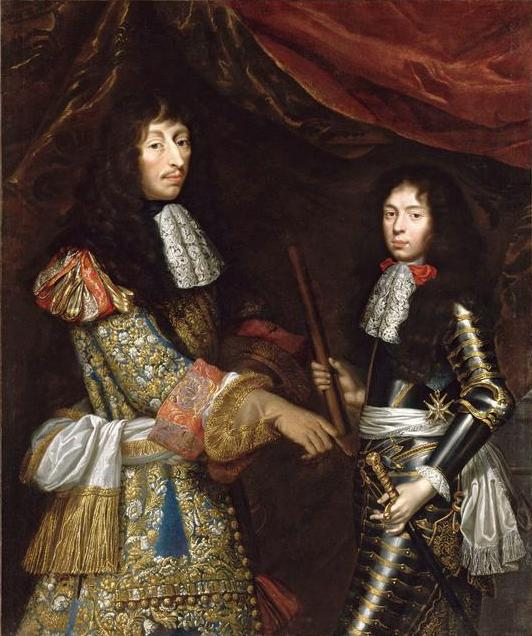
Louis II de Bourbon-Condé et son fils Henri Jules de Bourbon-Condé.
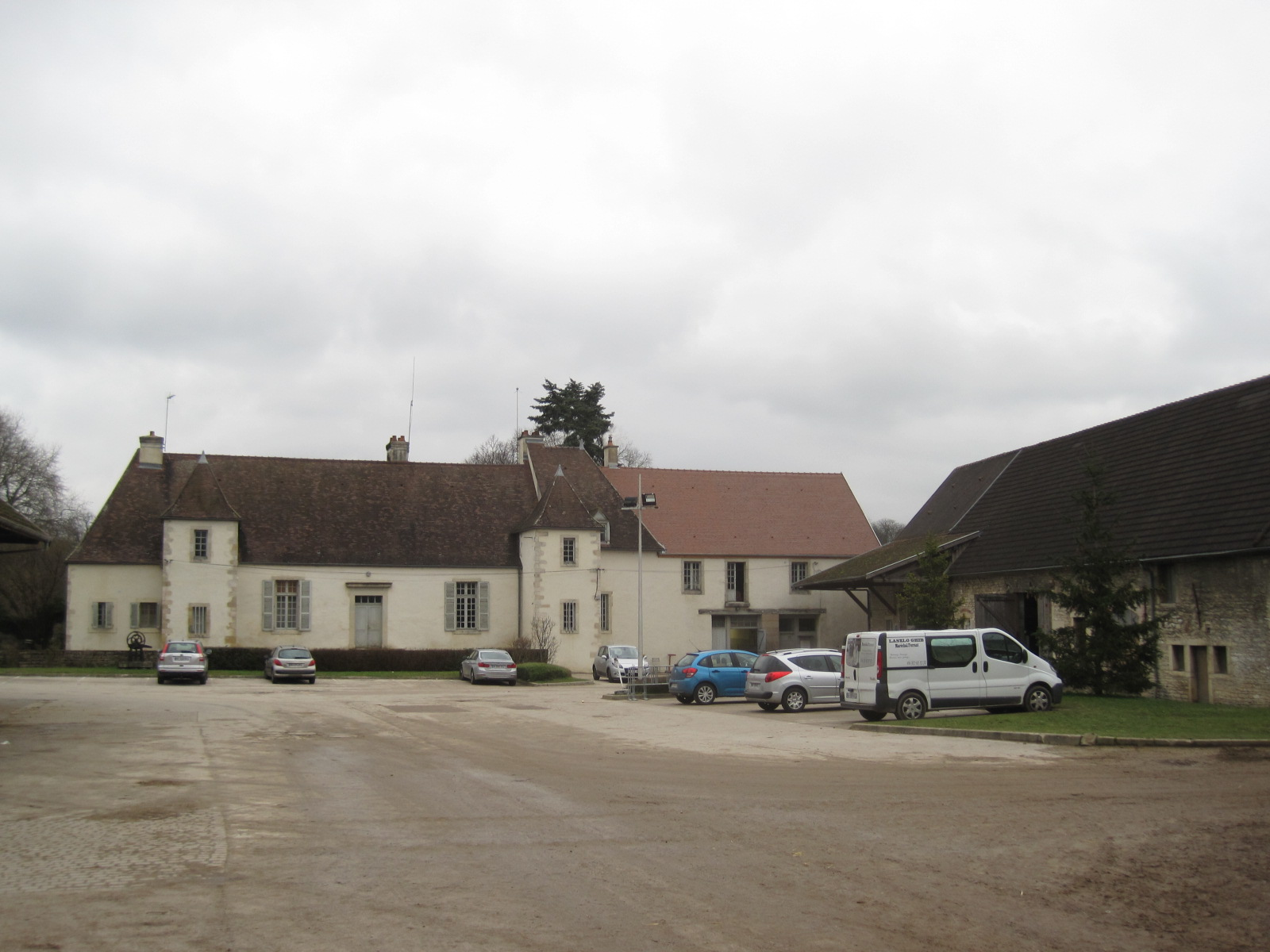
Château côté centre équestre.
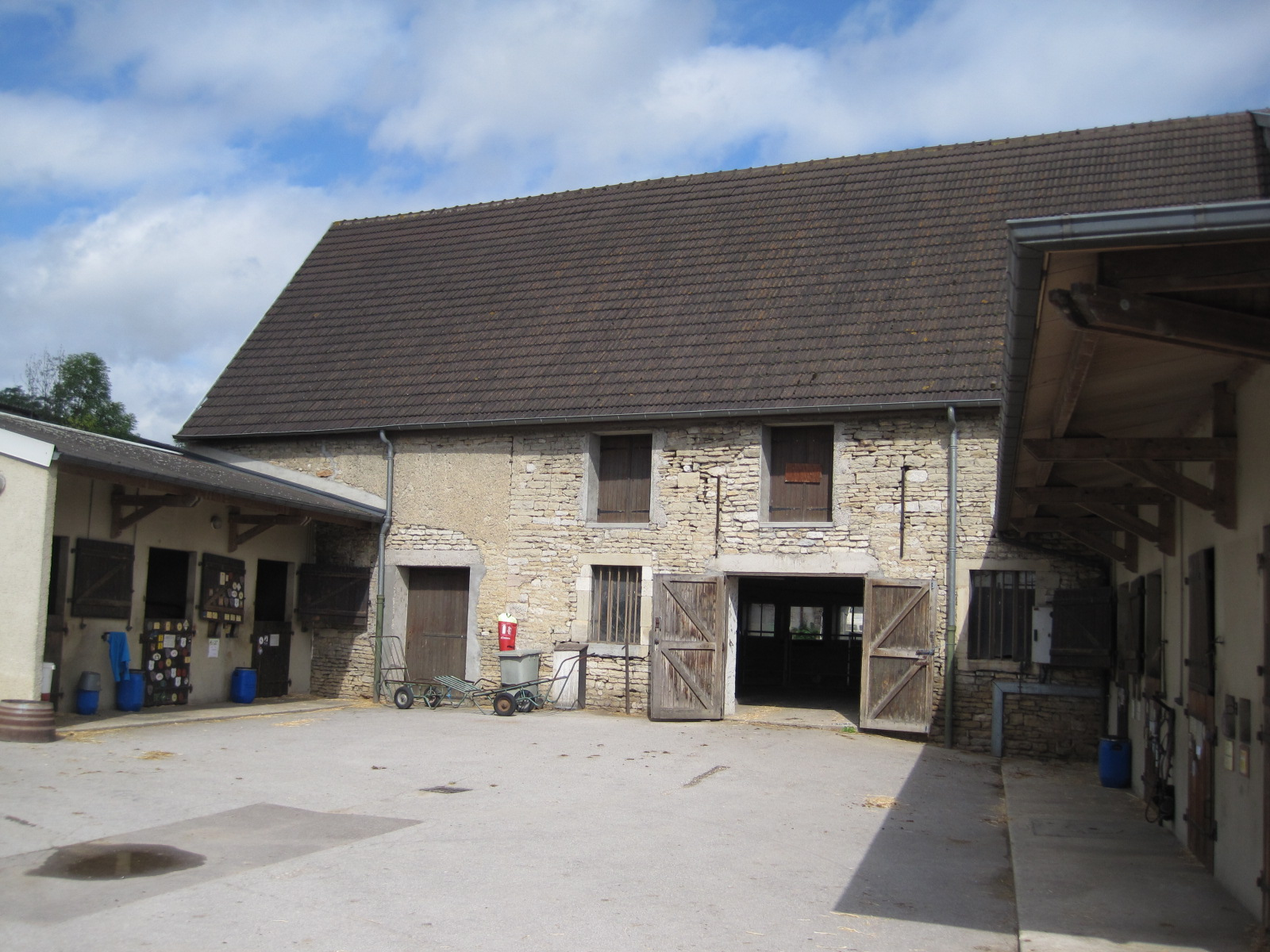
Écuries.
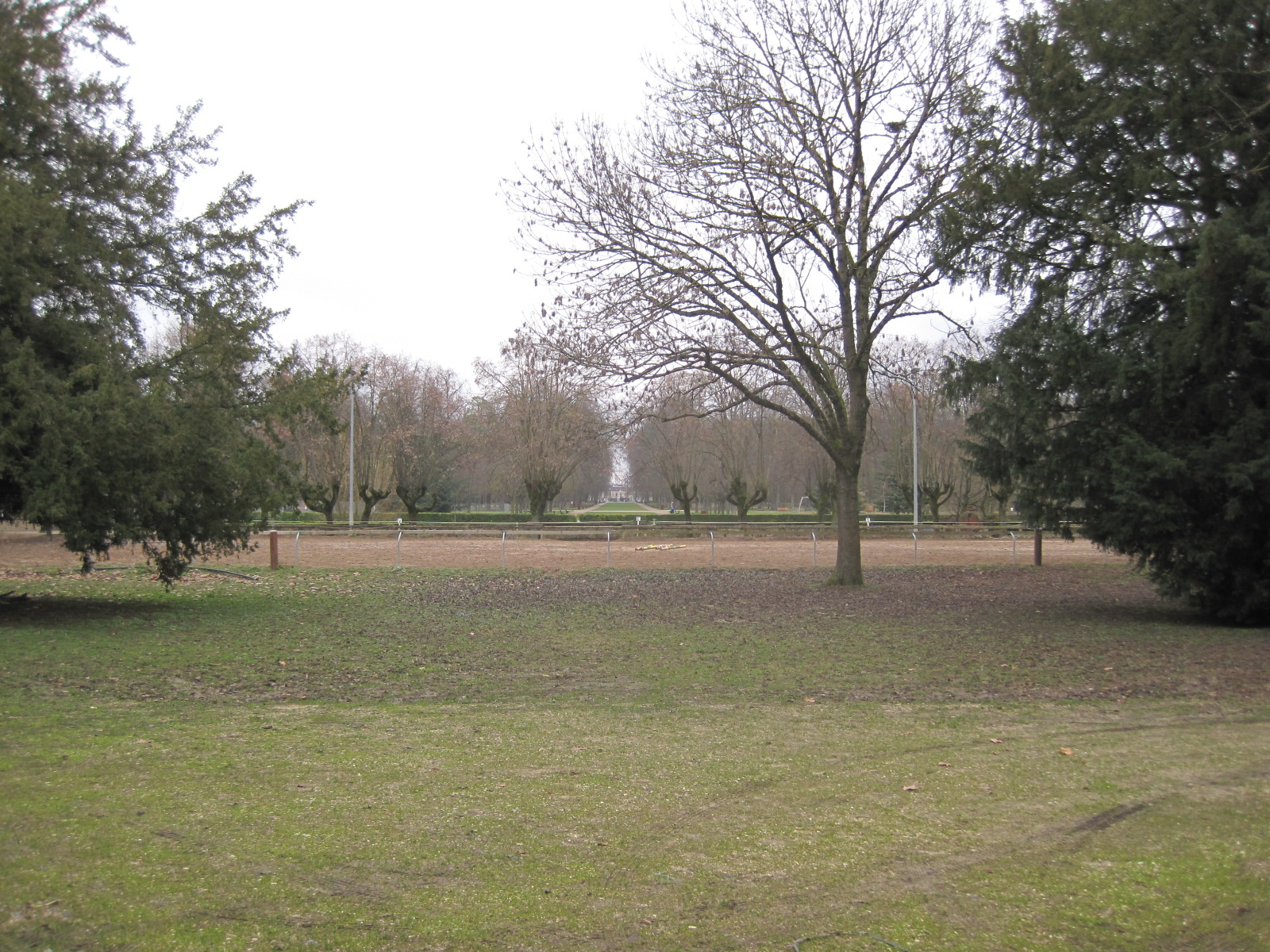
Allée principale du parc de la Colombière dans l'axe de l'entrée du château.

Fils et successeur du précédent, le duc d'Enghien et gouverneur de Bourgogne Henri Jules de Bourbon-Condé (1643-1709) fait construire le « Castel de la Colombière » à titre de pavillon de chasse, de l'autre côté de l'ouche relié par une passerelle au parc dont il poursuit l'aménagement avec le paysagiste Antoine de Maerle (un des meilleurs élèves et disciple d'André Le Nôtre, jardinier paysagiste du roi Louis XIV de France).

## Centre équestre

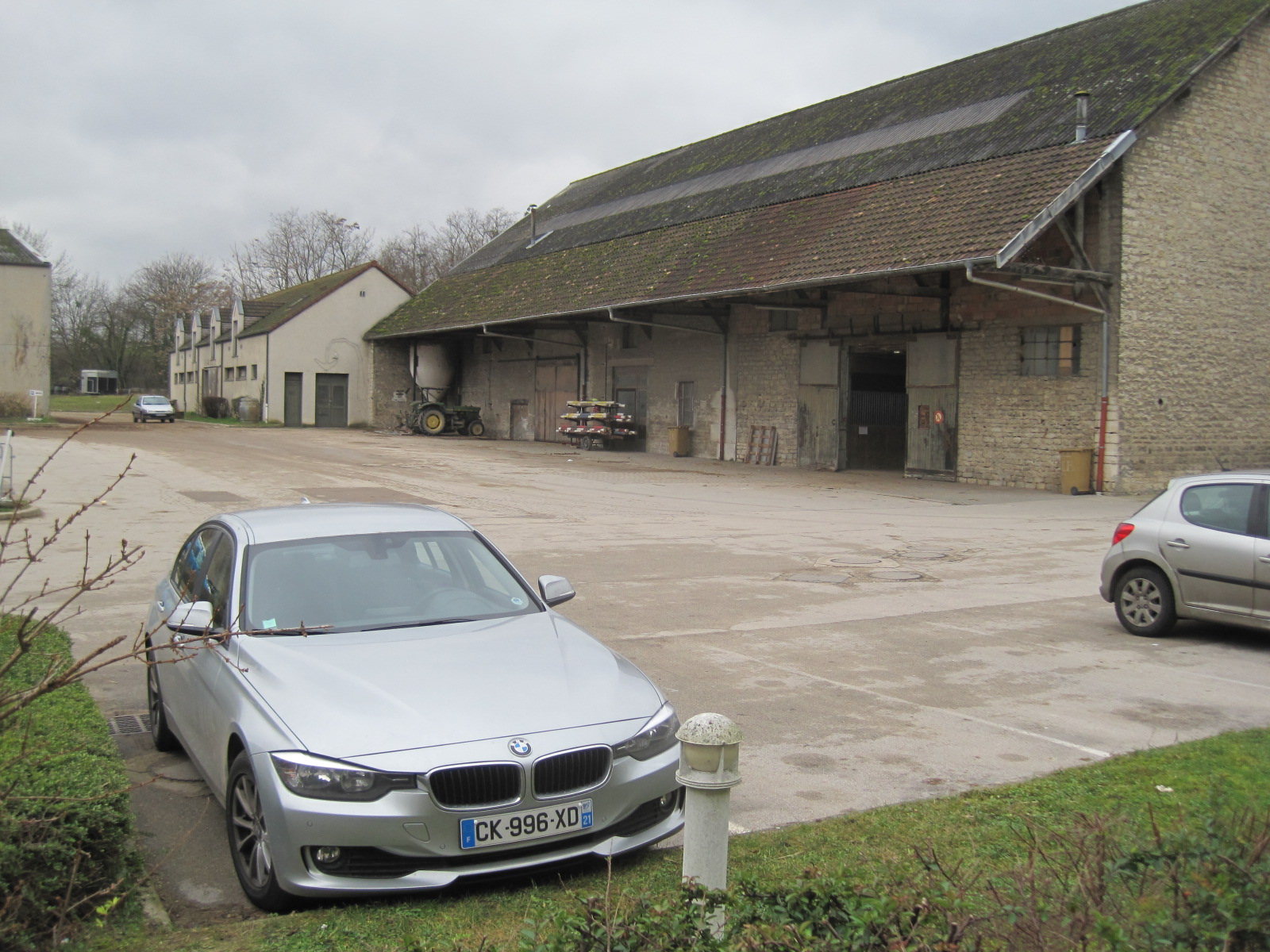
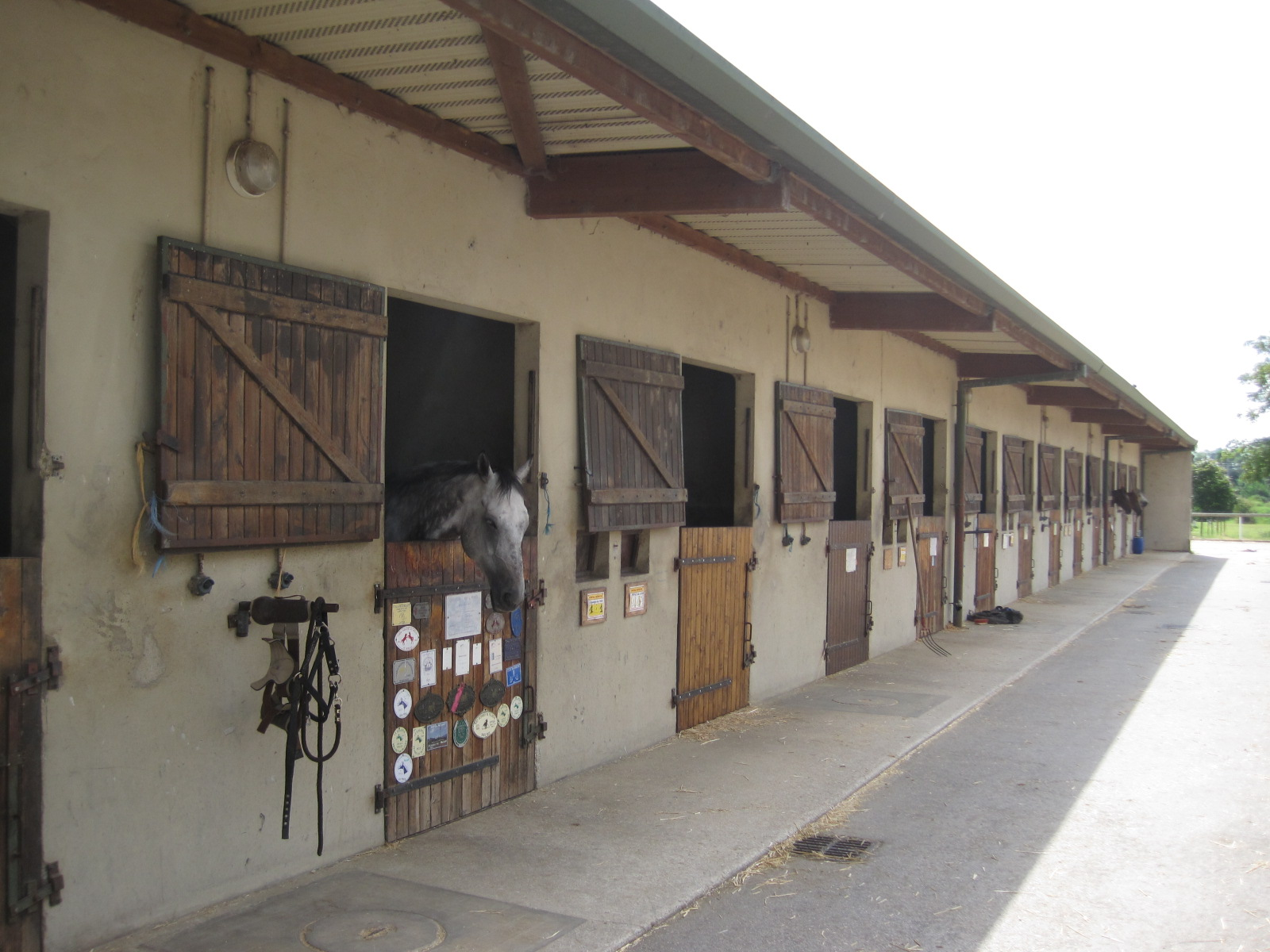
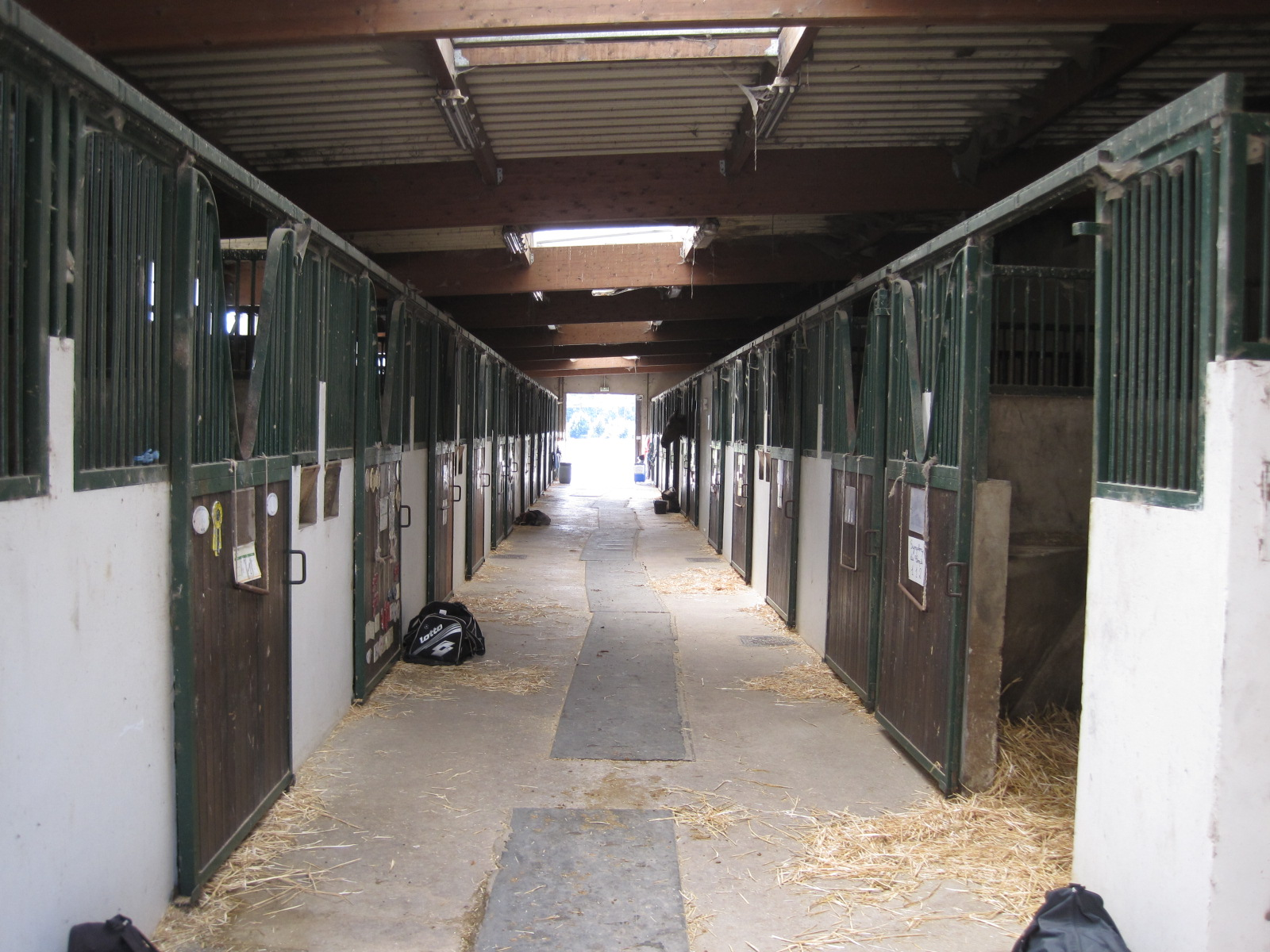
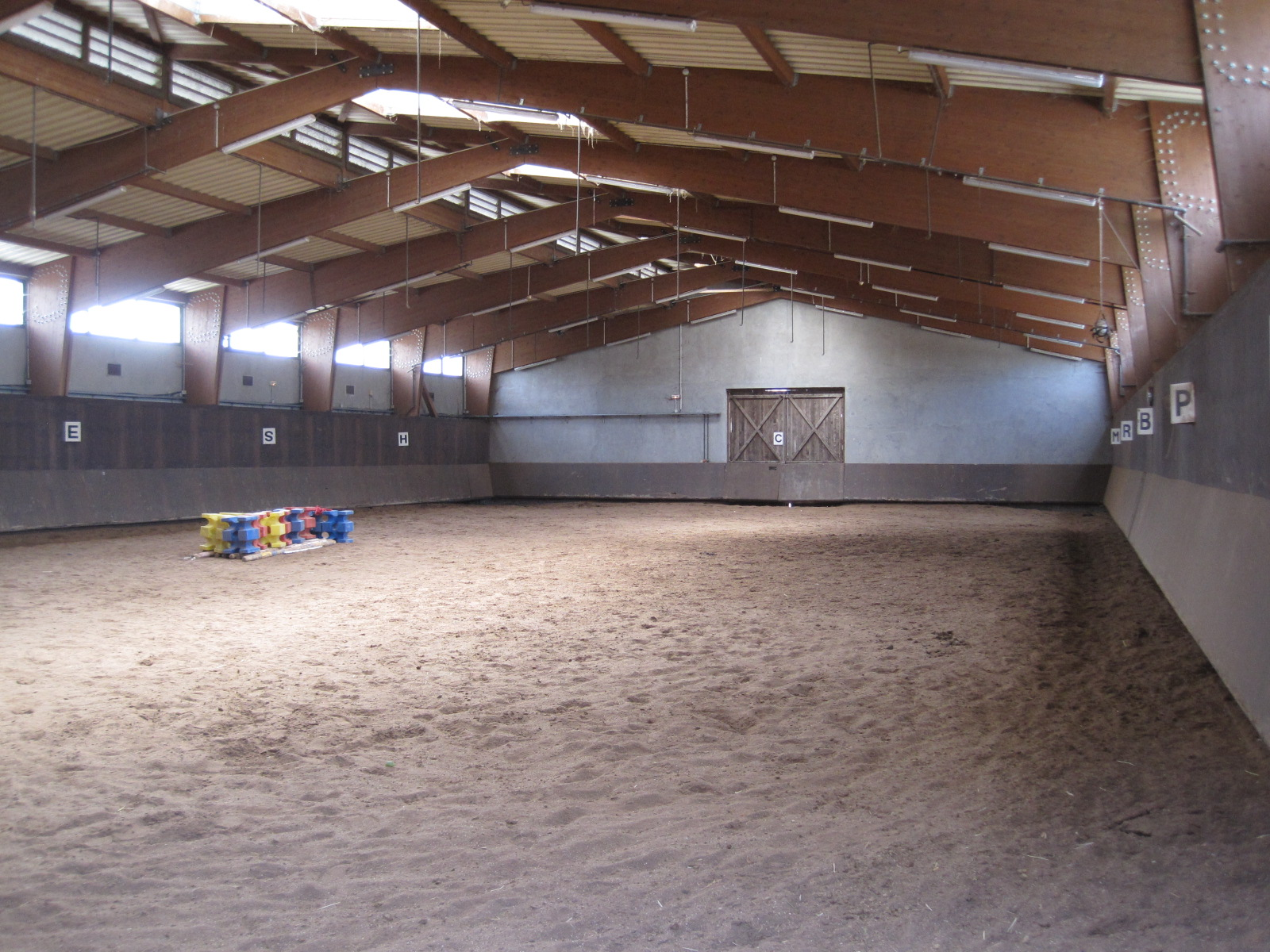

Depuis 1948 le Castel de la Colombière héberge « l’Étrier de Bourgogne », association loi de 1901 et plus important centre équestre de Bourgogne en nombre de licenciés avec près de 500 membres. 

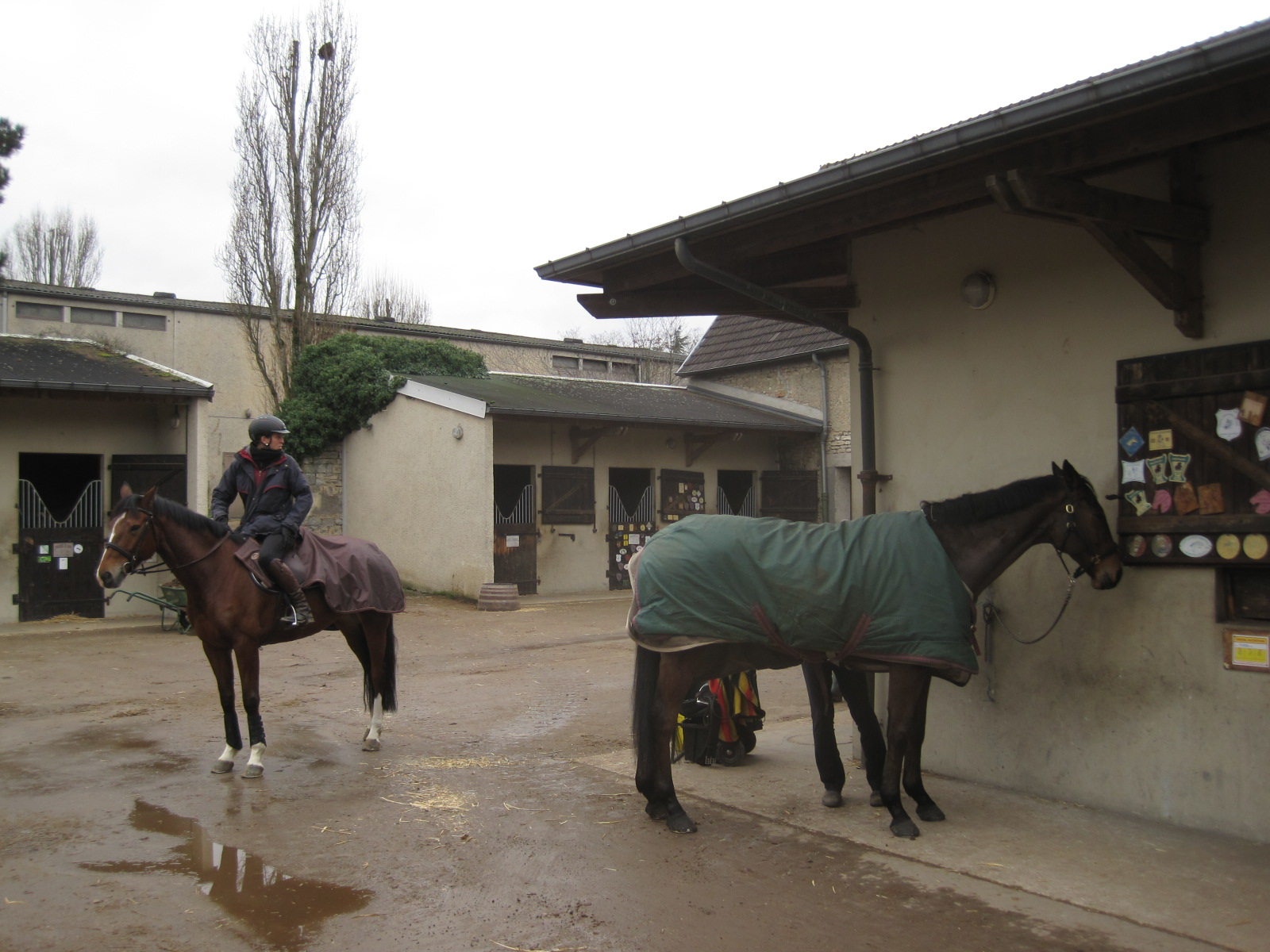
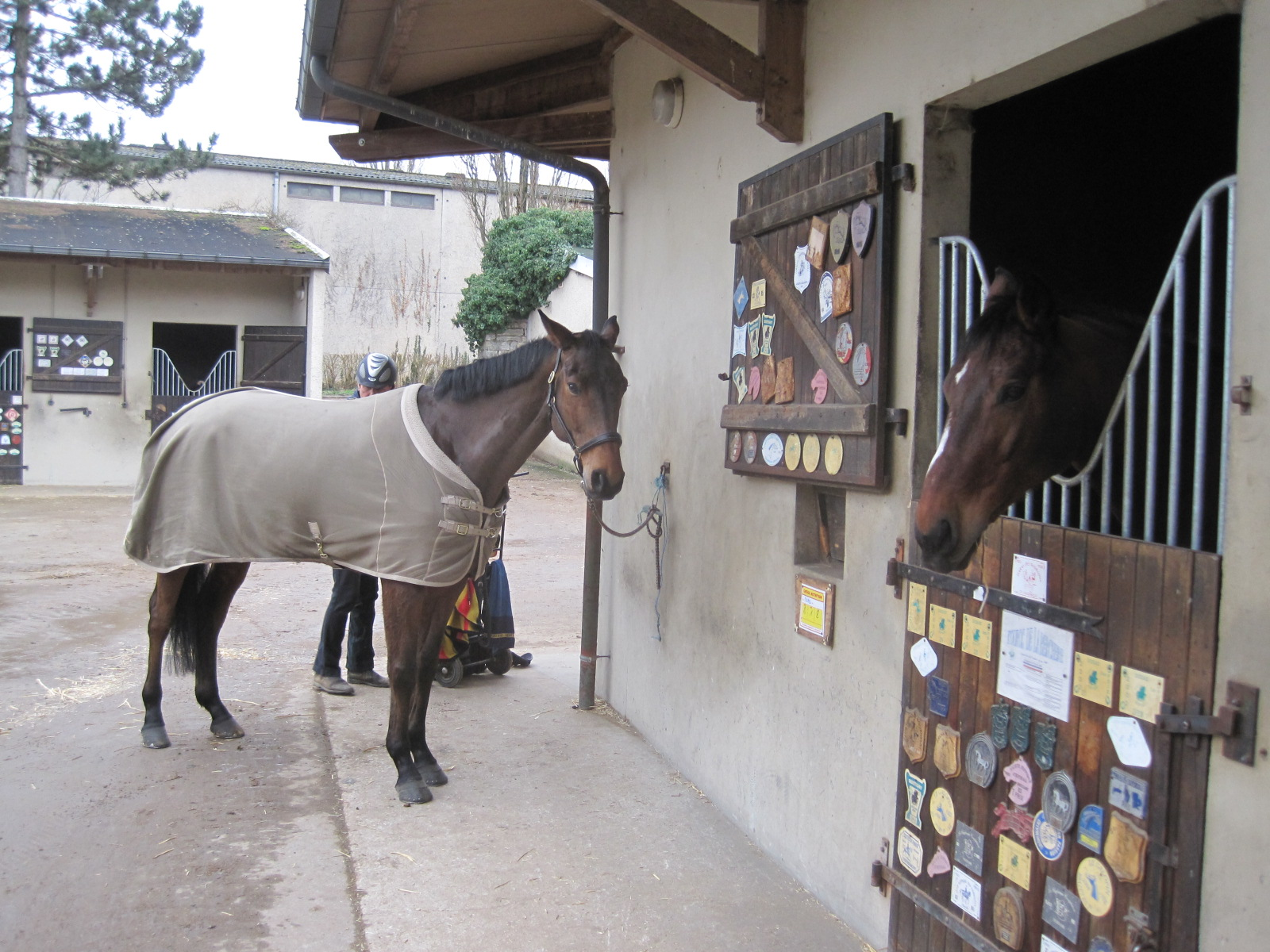
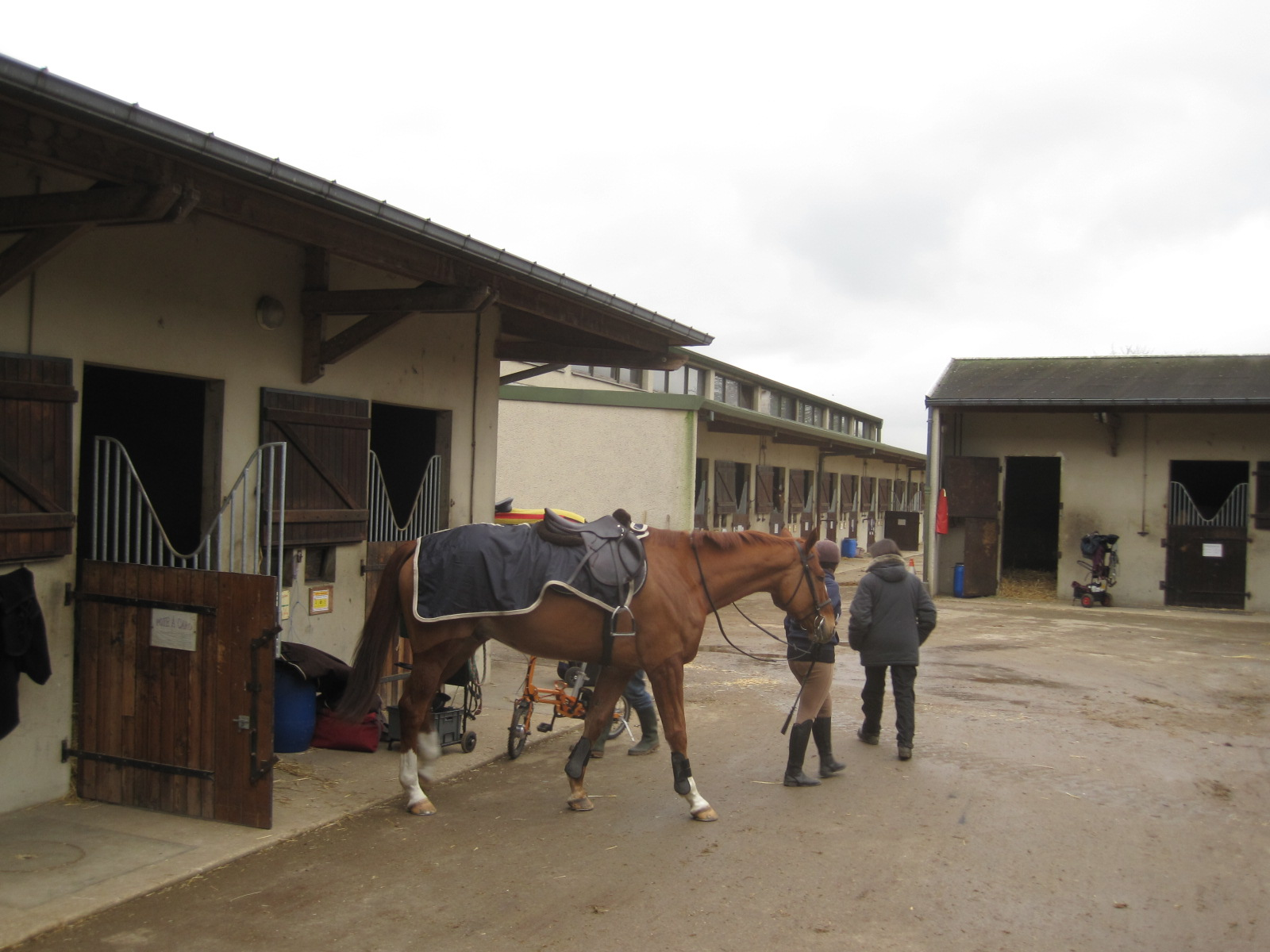
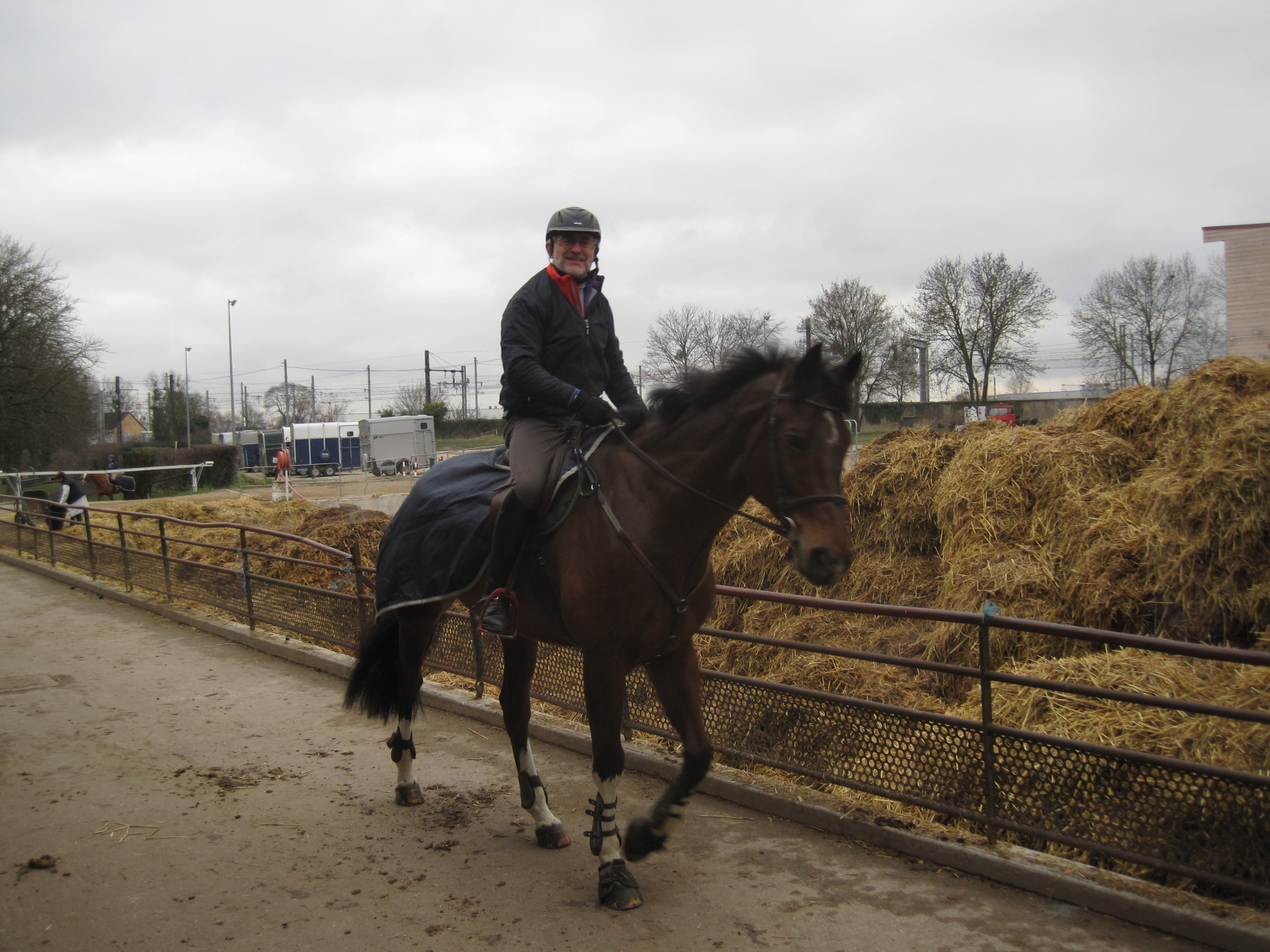